# Chrysometa jordao
Chrysometa jordao là một loài nhện trong họ Tetragnathidae.
Loài này thuộc chi Chrysometa. Chrysometa jordao được Herbert W. Levi miêu tả năm 1986.